# Filip Misolic
Pour les articles homonymes, voir Novak.
Filip Misolic, né le 8 août 2001 à Graz, est un joueur de tennis autrichien, professionnel depuis 2019.

## Carrière
D'origine croate, Filip Misolic obtient ses premiers résultats au niveau professionnel en 2021 en s'adjugeant cinq trophées sur le circuit ITF.
En mai 2022, il s'impose sur le Challenger de Zagreb en étant issu des qualifications puis enchaîne avec une demi-finale à Tunis en battant notamment Jordan Thompson. Il reçoit ensuite une invitation pour disputer le tournoi ATP de Kitzbühel où il atteint à la surprise générale la finale après avoir renversé Dušan Lajović en étant mené d'un set et un break (2-6, 7-65, 6-3), puis Yannick Hanfmann en demi-finale (6-2, 2-6, 7-64).

## Palmarès

### Finale en simple messieurs
| No | Date       | Nom et lieu du tournoi   | Catégorie | Dotation  | Surface      | Vainqueur             | Score    |          |
| -- | ---------- | ------------------------ | --------- | --------- | ------------ | --------------------- | -------- | -------- |
| 1  | 25-07-2022 | Generali Open, Kitzbühel | ATP 250   | 534 555 € | Terre (ext.) | Roberto Bautista-Agut | 6-2, 6-2 | Parcours |

## Parcours dans les tournois duGrand Chelem

### En simple
| Année | Open d'Australie | Open d'Australie   | Internationaux de France | Internationaux de France | Wimbledon       | Wimbledon          | US Open | US Open |
| ----- | ---------------- | ------------------ | ------------------------ | ------------------------ | --------------- | ------------------ | ------- | ------- |
| 2024  | Q1               | Marc-Andrea Hüsler | 2e tour (1/32)           | Francisco Cerúndolo      | —               | —                  | —       | —       |
| 2025  | —                | —                  | 3e tour (1/16)           | Novak Djokovic           | 1er tour (1/64) | Jan-Lennard Struff |         |         |

N.B. : à droite du résultat se trouve le nom de l'ultime adversaire.

## Classements ATP en fin de saison
| Année          | 2019 | 2020 | 2021 | 2022 | 2023 | 2024 |
| Rang en simple | 1459 | 1219 | 348  | 150  | 146  | 321  |
| Rang en double | –    | 1601 | 1252 | 1526 | –    | –    |

Source : (en) Classements de Filip Misolic sur le site officiel de la Fédération internationale de tennis